# Siberut
Siberut là đảo lớn nhất và cực bắc của quần đảo Mentawai, nằm cách 150 km về phía tây của Sumatra, thuộc Ấn Độ Dương. Đảo có diện tích 3.838,25 km2 bao gồm các đảo nhỏ ngoài khơi, và có dân số 35.091 theo điều tra nhân khẩu năm 2010 và 40.220 theo điều tra nhân khẩu năm 2020. Là một phần của Indonesia, đảo này là quê hương quan trọng nhất của người Mentawai. Nửa phía tây của đảo được đặt vào trong vườn quốc gia Siberut vào năm 1993. Phần lớn đảo có rừng nhiệt đới bao phủ, nhưng là đối tượng của hoạt động khai thác gỗ thương mại. Đảo được biết đến với nhiều loài linh trưởng.

## Địa lý
Đảo Siberut có khí hậu rừng mưa nhiệt đới nóng ẩm, với lượng mưa hàng năm là 4.000 mm. Nhiệt độ dao động từ 22 đến 31 °C và độ ẩm trung bình 81–85%. Bờ biển phía đông có nhiều đảo nhỏ, vịnh và rạn san hô, và được bao phủ bởi rừng ngập mặn kéo dài tới 2 km trước khi nhường chỗ cho rừng dừa nước. Bờ biển phía tây chủ yếu có rừng Barringtonia và rất khó tiếp cận do biển động và vách đá dựng đứng. Vùng nội địa đồi núi cao tới 384 m, với nhiều dòng suối cuối cùng tạo thành sông trong vùng đất thấp rừng cọ sago và rừng đầm lầy. Ngoài ra còn có các khu vực rừng nguyên sinh họ Dầu.
Các đảo nhỏ tiếp giáp với Siberut bao gồm Karamajet và Masokut nằm ở eo biển Bungalaut ở phía nam của đảo. Siberut bị ảnh hưởng bởi trận động đất sóng thần Ấn Độ Dương năm 2004, nhưng không có thiệt hại về người. Một báo cáo nói rằng đảo có thể đã được nâng lên đến hai mét do động đất.

### Đa dạng sinh học
Siberut đã bị cô lập khỏi thềm đại lục Sunda kể từ Pleistocen Giữa. Sự cô lập này dẫn đến mức độ đa dạng sinh học cao, với khoảng 900 loài thực vật có mạch và 31 loài động vật có vú. 65% động vật có vú và 15% các loài động vật khác là loài đặc hữu ở một số cấp độ phân loại, khiến cho Siberut trở nên độc nhất. Trong số 134 loài chim được tìm thấy ở Siberut, 19 loài là loài đặc hữu ở một số cấp độ phân loại. Có bốn loài linh trưởng đặc hữu: bokkoi (Macaca pagensis), lutung Mentawai/joja (Presbytis potenziani siberu), bilou (Hylobates klossii) và simakobu (Simias concolor siberu).

### Môi trường
Siberut được công nhận là khu dự trữ sinh quyển vào năm 1981. Năm 1993, phần phía tây của đảo được chỉ định là vườn quốc gia, có diện tích 1.905 kilômét vuông (736 dặm vuông Anh).
Khoảng 70% diện tích rừng còn lại bên ngoài khu bảo tồn là đối tượng khai thác gỗ, một số đang hoạt động và một số khác đang chờ xử lý.
Năm 2001, UNESCO triển khai một giai đoạn mới của Chương trình Siberut với mục đích bảo vệ hệ sinh thái thông qua phát triển địa phương. Giai đoạn này liên quan đến việc tạo ra sự hợp tác giữa các cộng đồng địa phương, các nhóm bảo tồn và chính quyền địa phương, một cách tiếp cận có vẻ được ưa chuộng ở địa phương. Tuy nhiên, quản lý yếu kém và tham nhũng đã dẫn đến nạn khai thác gỗ bất hợp pháp nghiêm trọng.

## Văn hóa
Một số nhà nhân chủng học tin rằng vài nghìn năm trước, người Batak ở Bắc Sumatra có thể là những người đầu tiên định cư ở đảo. Tuy nhiên, hiện nay có sự khác biệt đáng kể về văn hóa và ngôn ngữ giữa các cư dân. Nhà nhân chủng học người Thụy Sĩ Reimar Schefold đã dành nhiều năm trong các nhóm Siberut, Sakuddei.
Ở phần phía tây của đảo, có một truyền thống về những ngôi nhà dài cộng đồng được gọi là uma.